# Athyrium medium
Athyrium medium là một loài dương xỉ thuộc họ Athyriaceae. Loài này có ở Tristan da Cunha. Môi trường sống tự nhiên của chúng là vùng cây bụi cận Nam cực.